# 盖伊·雷维尔
盖伊·雷维尔（英語：Guy Revell，1941年8月2日—1981年3月11日），加拿大男子花样滑冰运动员。他曾代表加拿大参加1964年冬季奥林匹克运动会花样滑冰比赛，搭档黛比·威尔克斯获得双人滑银牌。